# Disocactus speciosus subsp. cinnabarinus
Disocactus speciosus subsp. cinnabarinus (sin. Disocactus cinnabarinus), podvrsta kaktusa D. speciosus. Nekada je smatran zasebnom vrstom. Raširen je na jugu Meksika, Gvatemali, Hondurasu i Salvadoru.

## Uzgoj
- Preporučena temperatura:  Noć: 10-12°C
- Tolerancija hladnoće:  držati ga iznad 10°C
- Minimalna temperatura:  15°C
- Izloženost suncu:  treba biti na svjetlu

## Sinonimi
- Cereus cinnabarinus Eichlam ex Weing., bazionim
- Disocactus cinnabarinus (Eichlam ex Weing.) Barthlott
- Heliocereus cinnabarinus (Eichlam ex Weing.) Britton & Rose
- Heliocereus heterodoxus Standl. & Steyerm.
- × Phyllocereus cinnabarinus (Eichlam) Knebel